# Schofieldia
Schofieldia là một chi rêu trong họ Cephaloziaceae.